# HAT-P-34
HAT-P-34 — звезда в созвездии Стрелы на расстоянии около 838 световых лет от нас. Вокруг звезды обращается, как минимум, одна планета.

## Характеристики
HAT-P-34 представляет собой карликовую звезду класса F. Она ярче, крупнее, и значительно моложе нашего Солнца. Её масса и радиус равны 1,39 и 1,53 солнечных соответственно. Светимость звезды превосходит солнечную в 3,63 раза. Температура поверхности составляет около 6442 кельвинов. Возраст звезды оценивается приблизительно в 1,7 миллиарда лет.

## Планетная система
В начале 2012 года группой астрономов, работающих в рамках проекта HATNet, было объявлено об открытии планеты HAT-P-34 b в системе. Это типичный горячий юпитер, имеющий массу и радиус, равные 3,33 и 1,2 юпитерианских. Планета обращается на расстоянии 0,068 а. е. от родительской звезды, совершая полный оборот за 5,45 суток. Эффективная температура планеты составляет 1520 кельвинов. Открытие было совершено транзитным методом.